# كابادي
كابادي هي رياضة جماعية تعتمد على الاحتكاك الجسدي وتُلعب بين فريقين، كل فريق يتكون من سبعة لاعبين. تُعد واحدة من الألعاب التقليدية في جنوب آسيا. في هذه اللعبة، يدخل المهاجم إلى نصف ملعب الخصم ويحاول لمس المدافعين والعودة إلى منطقته خلال 30 ثانية دون أن يتم القبض عليه. يُمنح المهاجم نقاطًا عند لمسه للمدافعين بنجاح، بينما يحصل المدافعون على نقطة إذا تمكنوا من إيقافه. اللاعبون الذين يتم لمسهم أو الإمساك بهم يُعتبرون خارج اللعبة مؤقتًا، لكن يمكنهم العودة إذا سجل فريقهم نقاطًا لاحقًا. وتتناوب الفرق في تنفيذ الهجمات خلال مجريات المباراة.

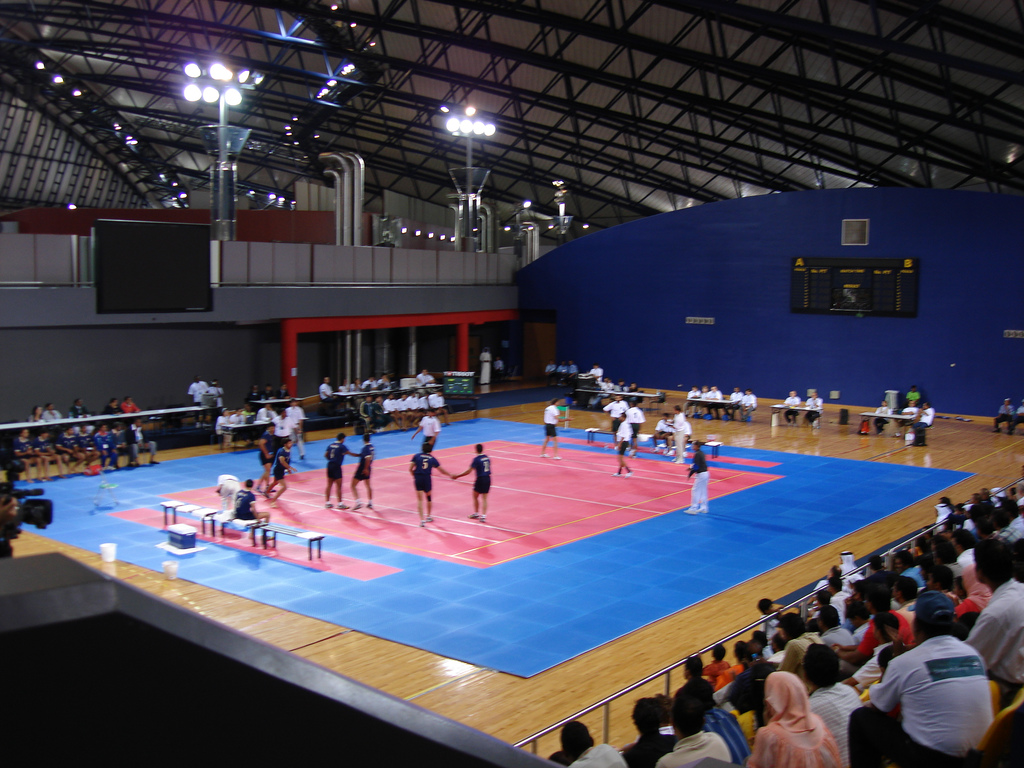
مباراة كابادي في دورة الألعاب الآسيوية 2006

تُعد اللعبة شائعة في جنوب آسيا والدول المجاورة في آسيا. وعلى الرغم من وجود إشارات إلى لعبة كابادي في تاريخ الهند، إلا أنها لم تُعرف كلعبة تنافسية إلا في القرن العشرين. وتُعتبر كابادي الرياضة الوطنية في بنغلاديش، كما أنها ثالث أكثر رياضة شهرة ومتابعة في الهند بعد الكريكيت وكرة القدم. وتُعد اللعبة الرسمية في عدة ولايات هندية مثل أندرا برديش، وبهار، وتشاتيسغار، وهريانة، وكرناتك، وكيرلا، ومهاراشترة، وأديشة، والبنجاب، وتاميل نادو، وتلنغانة، وأتر برديش.
هناك نوعان رئيسيان من اللعبة:
- كابادي البنجابية، وتُعرف أيضًا بـ "النمط الدائري"، وتُلعب في ملاعب دائرية في الهواء الطلق، وتُعد الشكل التقليدي للعبة.
- النمط القياسي أو المستطيل، وتُلعب في ملاعب مستطيلة مغلقة، ويُعتمد هذا النمط في البطولات الاحترافية الكبرى والمسابقات الدولية مثل دورة الألعاب الآسيوية.

## الاسم
تُعرف لعبة الكابادي بعدة أسماء في مختلف مناطق شبه القارة الهندية، مثل:
- كابادي أو تشيدوغودو في ولايتي أندرا براديش وتيلانجانا.
- كابادي في مهاراشترة، كرناتك، وكيرلا.
- كابادي، كومونتي أو ها-دو-دو في البنغال الغربية وبنغلاديش.
- بايبالا في جزر المالديف.
- كاودي أو كابادي في إقليم البنجاب.
- هو-تو-تو في غرب الهند.
- ها-دو-دو في شرق الهند.
- شاداكودو في جنوب الهند.
- كاباردي في نيبال.
- كابادي أو سادوغودو في تاميل نادو.
- تشاكدودو في سريلانكا.

### الأصل اللغوي
يشترط على اللاعب المهاجم (الغزّاء) أن يُنفّذ كل غزوة في نفسٍ واحد، أي دون أن يستنشق الهواء أثناء الهجوم. لإثبات ذلك، يجب عليه تكرار لفظ كابادي بشكل مستمر خلال الهجمة، وتُعرف هذه العملية باسم الكانْت.
كلمة كابادي أصلها من اللغة التاميلية، وتتكوّن من كلمتين: "كاي" (يد) و"بيدي" (إمساك)، أي الإمساك باليد.

## تاريخ

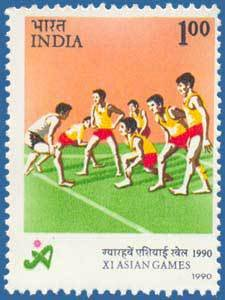
طابع تذكاري يصور الظهور الأول للكابادي في دورة الألعاب الآسيوية عام 1990

### العصر القديم
يتكهن الكاتب رونوجوي سين في كتابه الأمة في اللعب بأن الكابادي نشأت خلال الفترة الفيدية (بين عامي 1500 ق.م و500 ق.م). وتوجد روايات تشير إلى أن غوتاما بوذا واللورد كريشنا قد لعبا شكلًا قديمًا من هذه الرياضة.
ووفقًا لبعض المصادر، فقد تطورت الكابادي حول رياضة جاليكاتو (التحكم بالثيران)، حيث يُعامل اللاعب الذي يدخل إلى منطقة الخصم مثل الثور، وتكون اللعبة بمثابة محاولة لترويضه دون لمسه. وتُذكر لعبة شبيهة تُدعى سادوغودو في الأدب التاميلي القديم المعروف بـ"أدب سانغام".
كما توجد أيضًا روايات تفيد بأن اللعبة كانت تُلعب في إيران قبل أكثر من 2000 عام.

### العصر الحديث

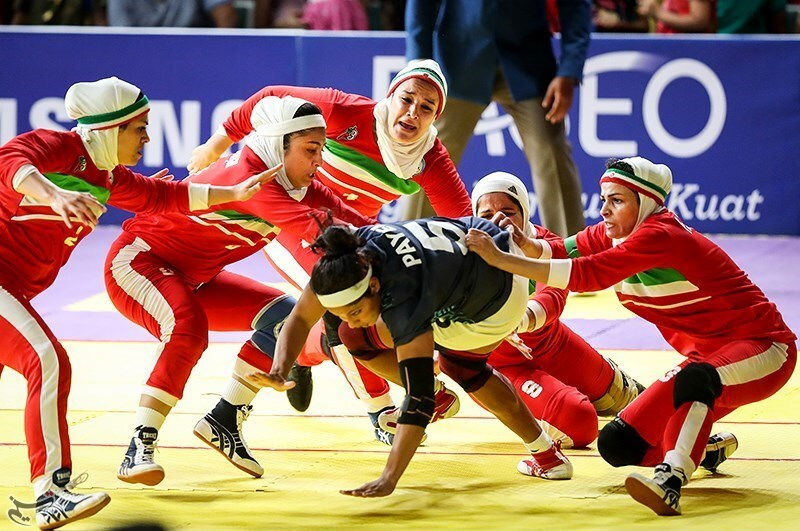
فاز فريق السيدات الإيراني بنهائي الكابادي في دورة الألعاب الآسيوية 2018 ضد الهند، مما يعكس صعود الرياضة خارج جنوب آسيا.

الكابادي الحديثة هي مزيج من أشكال اللعبة المختلفة التي كانت تُمارس بأسماء متعددة في أنحاء شبه القارة الهندية. تُعتبر الهند أول من ساهم في نشر اللعبة كرياضة تنافسية، حيث أُقيمت أولى البطولات المنظمة في عشرينيات القرن الماضي. أُدرجت اللعبة في برنامج الألعاب الوطنية الهندية عام 1938، وتم تأسيس اتحاد الكابادي الهندي الشامل عام 1950، كما لُعبت كرياضة استعراضية في أول دورة ألعاب آسيوية عام 1951 في نيودلهي.
هذه التطورات ساهمت في تحويل الكابادي من لعبة تُمارس في القرى على الأرض الطينية، إلى رياضة دولية منظمة.
وُضعت أول مجموعة من قواعد اللعبة في ولاية مهاراشترة في عشرينيات القرن الماضي، مستلهمة من بعض الرياضات الإنجليزية. ومن أقدم البطولات الحديثة كانت بطولة كل الهند للكابادي عام 1923، والتي اعتمدت هذه القواعد المعدّلة.
بعد عرضها مرة أخرى في دورة الألعاب الآسيوية 1982 في دلهي، اعتُمدت رسميًا في برنامج الألعاب الآسيوية بدءًا من عام 1990.
مع انطلاق دوري كابادي للمحترفين عام 2014، حصلت تغييرات كبيرة في أسلوب اللعب. فمثلاً، في السابق لم يكن هناك حد زمني للهجمة سوى قدرة اللاعب على حبس أنفاسه.
أما في الدوري الجديد، فقد حُددت مدة الهجمة بـ 30 ثانية كحد أقصى لكل غزوة.

## الأنماط المختلفة

### النمط القياسي
في النسخة الدولية من لعبة الكابادي، يتكوّن كل فريق من سبعة لاعبين يشغلون نصفين متقابلين من ملعب مستطيل. للرجال: أبعاد الملعب تكون 10 × 13 مترًا (33 × 43 قدمًا). للنساء: الأبعاد تكون 8 × 12 مترًا (26 × 39 قدمًا). ويُحتفَظ بـ خمسة لاعبين احتياطيين لكل فريق لأغراض التبديل.
تُلعب المباراة على شوطين مدة كل منهما 20 دقيقة مع استراحة 5 دقائق بين الشوطين يتم خلالها تبديل الجوانب.
في كل هجمة، يدخل لاعب من الفريق المهاجم يُدعى الغزّاء إلى نصف ملعب الفريق المدافع، ويحاول لمس أكبر عدد ممكن من المدافعين السبعة، ثم يعود إلى نصف ملعبه دون أن يتم الإمساك به. يجب على الغزّاء عبور خط البوُلك (baulk line) إلى منطقة الخصم، ثم الرجوع دون أن يُمسك. (وإذا لمس الغزّاء أحد المدافعين قبل عبور خط البوُلك، فإنه لا يحتاج لعبور الخط ويمكنه العودة فورًا).
خلال الهجمة، يجب على الغزّاء ترديد كلمة كابادي بصوت عالٍ ليُثبت للحكام أنه لا يتنفس أثناء الغزوة، إذ يجب أن تتم الهجمة بنفس واحد. وتُحدد مدة كل غزوة بـ 30 ثانية كحد أقصى.
يُسجل الفريق المهاجم نقطة واحدة عن كل مدافع يتم لمسه. ويمكن استخدام أي جزء من جسم الغزّاء للمس أي جزء من جسم المدافع. إذا تجاوز الغزّاء خط البونص الموجود في منطقة الخصم، وكان في الفريق المدافع ستة لاعبين أو أكثر، فإنه يحصل على نقطة إضافية تُعرف بنقطة البونص (ويشترط أن تكون قدمه الخلفية في الهواء لحظة تجاوز الخط).
إذا تم إيقاف الغزّاء (إسقاطه أو الإمساك به)، يحصل الفريق المدافع على نقطة. أي لاعب يتم لمسه أو إسقاطه يُستبعد مؤقتًا من المباراة، لكن يمكن إعادة إحياء لاعب واحد مقابل كل نقطة يسجلها الفريق عبر لمس أو إسقاط لاعب من الخصم. نقاط البونص لا تُعيد إحياء لاعبين.
أي لاعب يخرج عن حدود الملعب يُعتبَر خارجًا. لكن حدود الملعب قد تتغير خلال الهجمة؛ حيث توجد منطقتان على جانبي الملعب تُعرفان بمنطقتي اللوبي، ولا تُحتسب كجزء من ساحة اللعب إلا إذا لمس الغزّاء أحد اللاعبين. الهجمة التي لا يسجل فيها الغزّاء أي نقطة تسمى هجمة فارغة. أما إذا سجل الغزّاء ثلاث نقاط أو أكثر في هجمة واحدة، فتُسمى هجمة خارقة. إذا تم إخراج جميع لاعبي الفريق الخصم (7 لاعبين)، يحصل الفريق المهاجم على نقطتين إضافيتين، ثم يعود جميع لاعبي الفريق الخصم إلى أرض الملعب.
في حالة التعادل، تنص قواعد دوري كابادي للمحترفين في مباريات الأدوار الإقصائية على أن يقوم كل فريق بـ خمس هجمات متتالية ضد الفريق الآخر، دون حد زمني، ودون إخراج أو إعادة لاعبين، ويتم اعتبار خط البوُلك كأنه خط بونص.

### أنماط الكابادي في الهند

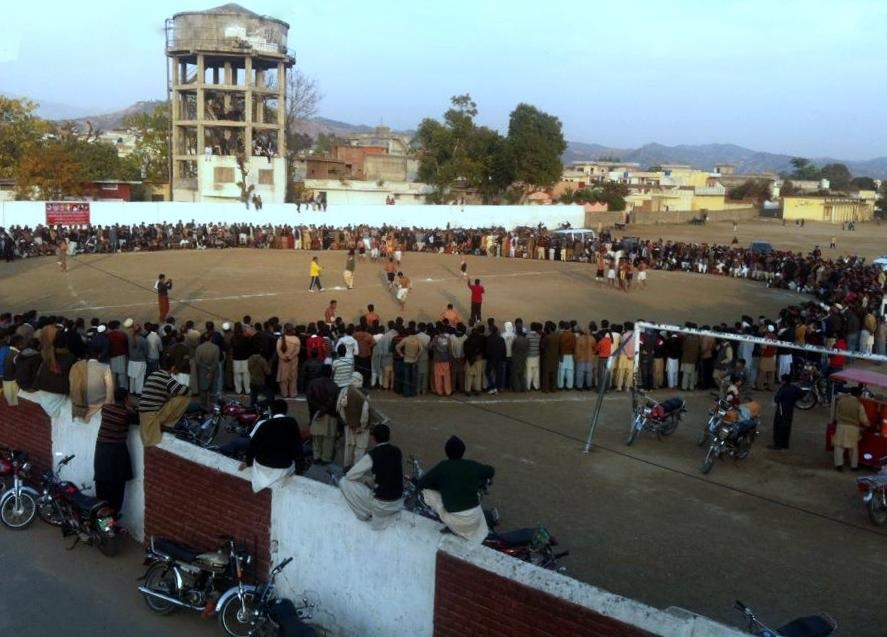
مباراة كابادي دائرية تُلعب في بهيمبر

هناك أربعة أشكال رئيسية من الكابادي الهندية معترف بها من بعض الاتحادات الرياضية للهواة:
- سانجيفاني كابادي، يتم إحياء لاعب واحد من الفريق مقابل إخراج لاعب من الفريق الخصم. تُلعب على مدار 40 دقيقة مع استراحة لمدة 5 دقائق بين الشوطين. يتكوّن كل فريق من 7 لاعبين، وإذا تم إخراج جميع لاعبي الفريق الخصم، يحصل الفريق الفائز على 4 نقاط إضافية.

- نمط جاميني، يتكوّن كل فريق من 7 لاعبين، واللاعب الذي يُخرج يجب أن يبقى خارج الملعب حتى يتم إخراج جميع زملائه. الفريق الذي يُخرج كل لاعبي الفريق الخصم يحصل على نقطة واحدة. تستمر المباراة حتى يتم تسجيل 5 أو 7 نقاط، ولا يوجد وقت محدد للمباراة.

- كابادي البنجابية، تُلعب على ملعب دائري بقطر 22 مترًا (72 قدمًا)، وتُعد من الأشكال التقليدية الشعبية للعبة.[29]

### الكابادي الشاطئية
في هذا النمط، تُلعب المباراة على الرمل (على الشاطئ أو ضفاف الأنهار) ويتكوّن كل فريق من أربعة لاعبين، ولا يُسمح بارتداء الأحذية. تُلعب المباراة في شوطيْن مدة كل منهما 15 دقيقة. تُقام هذه النسخة من اللعبة على المستوى الدولي ضمن بطولات مثل دورة الألعاب الشاطئية الآسيوية.

### الكابادي الداخلية
في هذا النمط، تُلعب المباراة داخل صالات رياضية، بفريقين يتكوّن كل منهما من خمسة لاعبين. وهي نسخة أقصر من النمط القياسي. تُلعب على المستوى الدولي في بطولات مثل دورة الألعاب الآسيوية للألعاب القتالية والداخلية.

## الإدارة والتنظيم

### الهيئات الدولية للعبة الكابادي
أُسست هيئة دولية لإدارة وتنظيم رياضة الكابادي تُعرف باسم الاتحاد الدولي للكابادي.
كما تأسست منظمة أخرى تُدعى الاتحاد العالمي للكابادي في عام 2003، وسُجلت رسميًا في عام 2005.
وفي عام 2018، تأسست منظمة مختلفة تُدعى كابادي العالمية، وقد نظّمت بطولة كأس العالم الخاصة بها في عام 2019 في ملقا، ماليزيا، وتبعتها ببطولة كأس العالم للكابادي 2025 التي أُقيمت في مارس 2025 في ويست مدلاندز، إنجلترا.

## المنافسات الكبرى

### المنافسات الدولية

#### كأس العالم للكابادي
كأس العالم للكابادي هو بطولة دولية تُقام في الهواء الطلق وفق نمط الكابادي القياسي، وتشرف عليها الاتحاد الدولي للكابادي (IKF). وتُشارك فيها المنتخبات الوطنية.
في عام 2024، أُعلن عن خطّة لتنظيم كأس العالم للكابادي 2025 في الهند خلال يناير 2025. نُظّمت نسخة الرجال من بطولة الاتحاد الدولي للكابادي سابقًا في أعوام 2004 و2007 و2016، وجميع هذه النسخ أُقيمت في الهند، وفازت بها الهند، بينما حلّت إيران وصيفة في جميعها. وفي نهائي بطولة 2016، تغلبت الهند على إيران بنتيجة 38–29 لتظفر باللقب.
كما نظم الاتحاد الدولي للكابادي نسخة واحدة من كأس العالم للسيدات، أُقيمت عام 2012 في الهند، وفازت بها الهند كذلك.

#### كأس العالم للكابادي للناشئين
أُقيمت النسخة الافتتاحية من كأس العالم للكابادي للناشئين، التي نظمها الاتحاد الدولي للكابادي، في جزيرة كيش بإيران، بين 11 و14 نوفمبر 2019، وشارك فيها 13 فريقًا. فازت إيران بالبطولة بعد تغلبها على كينيا في النهائي بنتيجة 42–22. ولم يُشارك منتخب الهند للكابادي في هذه النسخة.

#### الألعاب الآسيوية
أُدرجت الكابادي كرياضة استعراضية في النسخة الأولى من الألعاب الآسيوية عام 1951، وأُعيد إدراجها بنفس الشكل في دورة 1982، قبل أن تُعتمد كرياضة تُمنح فيها ميداليات لأول مرة في دورة 1990.
فاز المنتخب الهندي بجميع مسابقات الكابادي للرجال والنساء في الألعاب الآسيوية بين عامي 2002 و2014. وفي دورة 2018، أصبحت إيران أول دولة غير الهند تفوز بالميدالية الذهبية في الكابادي، إذ فاز فريق الرجال الهندي بالميدالية البرونزية، بينما خسر فريق السيدات أمام إيران ليحصل على الفضية.

#### بطولة آسيا للكابادي
أُقيم الموسم العاشر من بطولة آسيا للكابادي في مدينة جرجان الإيرانية عام 2017، وفازت فيه الهند بالميدالية الذهبية العاشرة لها بعد تغلبها على باكستان في النهائي.

#### ألعاب جنوب آسيا
أُدرجت الكابادي في ألعاب جنوب آسيا بدءًا من نسخة 1985، ولم تكن ضمن الألعاب في النسخة الافتتاحية لعام 1984. وتُعد الهند الفريق الأكثر نجاحًا في تاريخ البطولة.

#### بطولة أوروبا للكابادي
أُقيمت النسخة الأولى من بطولة أوروبا للكابادي في اسكتلندا عام 2019، وجمعت المباراة النهائية بين بولندا وهولندا، وفازت بولندا باللقب بنتيجة 47–27. أُقيمت النسخة الثانية في قبرص عام 2021 بتنظيم من الاتحاد العالمي للكابادي، واحتفظت بولندا بلقبها بعد تغلبها على الدولة المضيفة قبرص في النهائي بنتيجة 29–15. كان من المقرر أن تستضيف إيطاليا النسخة الثالثة في عام 2022، لكنها تأجّلت بسبب جائحة كورونا، وأُقيمت أخيرًا في 2023، وفازت بولندا باللقب مجددًا بعد تغلبها على إنجلترا في النهائي.

#### أساتذة الكابادي
أُقيمت النسخة الافتتاحية من بطولة أساتذة الكابادي في دبي بين 22 و30 يونيو 2018، وكانت أول بطولة كابادي تُقام في الإمارات العربية المتحدة. شاركت في البطولة 6 فرق، وفازت الهند باللقب بعد تغلبها على إيران في النهائي بنتيجة 44–26، حيث تفوقت دفاعات الفريق الهندي على نظيرتها الإيرانية.

### المنافسات المحلية

#### دوري كابادي للمحترفين
تأسس دوري كابادي للمحترفين في عام 2014، وقد استُوحي نموذجه التجاري من الدوري الهندي الممتاز للكريكت (IPL)، مع تركيز كبير على التسويق، وبدعم من القناة المحلية ستار سبورتس. حقق الدوري نجاحًا كبيرًا في نسب المشاهدة على التلفزيون الهندي؛ حيث تابع موسم 2014 ما لا يقل عن 435 مليون مشاهد، وشاهد المباراة النهائية الافتتاحية حوالي 98.6 مليون مشاهد.
قام منظمو الدوري بتعديل بعض قواعد اللعبة وطريقة عرضها لتكون أكثر ملاءمة للجمهور التلفزيوني. يجب ألّا يتجاوز وزن أي لاعب 85 كجم. وإذا تمكن المهاجم من إحراز 10 نقاط هجوم أو أكثر في مباراة واحدة، يُطلق عليه سوبر 10 ويحصل على نقطة إضافية. أما إذا نجح المدافع في إيقاف خمسة مهاجمين في مباراة واحدة، فيُطلق على ذلك "هاي 5" ويحصل الفريق على نقطة إضافية أيضًا.
تُستخدم قواعد إضافية لتحفيز التسجيل، مثلًا: عندما يتبقى لدى الفريق المدافع ثلاثة لاعبين أو أقل، فإن كل عملية تصدي تمنح نقطتين بدلًا من واحدة. كذلك، إذا نفّذ الفريق هجمتين بدون تسجيل نقاط (غارات فارغة)، يجب على المهاجم التالي تسجيل نقطة فيما يُعرف بغارة كن أو مت (do-or-die raid)، وإلّا يُعتبر خارجًا وتُمنح نقطة للفريق الخصم.

#### دوري الهند الدولي الممتاز للكابادي
أُقيمت النسخة الافتتاحية من هذا الدوري (IIPKL) في 13 مايو 2019 بمدينة بونه، الهند. فاز فريق بنغالور راينوس بلقب النسخة الأولى.

#### دوري سوبر كابادي
أُقيمت النسخة الأولى من دوري سوبر كابادي في مايو 2018 بباكستان، كجزء من جهود أوسع لإحياء الاهتمام بالرياضة في البلاد.

#### سلسلة يوڤا كابادي
سلسلة يوڤا كابادي (YKS) هي بطولة كابادي لفئة الشباب تُدار بنظام الامتيازات في الهند. مخصصة للاعبين دون سن 23 عامًا والذين يقل وزنهم عن 80 كيلوغرام. أُقيمت النسخة الأولى في جيبور في يونيو 2022، وبُثت عبر منصة فان كود. تُعد ثاني أكبر بطولة كابادي في الهند، والأكبر من حيث عدد المباريات المقامة سنويًا.[بحاجة لمصدر]
تُقام أربع نسخ موسمية كل عام. أُقيمت ثلاث بطولات في عام 2022: نسخة الصيف في جايبور، ونسخة موسم الأمطار في رانشي، ونسخة الشتاء في بونديشيري؛ أما في 2023، فأُقيمت نسختان: بطولة KMP YKS في مهاراشترة (وفاز بها فريق أحمدنغر)، ونسخة الصيف في ميسور. ولأول مرة في تاريخ الكابادي الهندية، شارك لاعبون من شمال شرق الهند في بطولة بهذا الحجم.
تُقام كل نسخة على عدّة جولات، ويُقصى عدد من الفرق في كل جولة، لتصل الفرق المتبقية إلى جولة القمة التي تُعد بمثابة الأدوار الإقصائية والنهائي. العديد من اللاعبين الذين بدأوا في سلسلة يوڤا انتقلوا لاحقًا إلى مستويات أعلى من المنافسة، مثل دوري كابادي للمحترفين (عبر مبادرة اللاعبين الشباب الجدد) وكأس العالم للكابادي للناشئين.
أسس سلسلة يوڤا كابادي كل من المدير التنفيذي لفريق يومومبا سهيل شاندهوك، وفيكاس كومار غوتام.

## الشعبية

### شبه القارة الهندية
تُعد الكابادي رياضة شائعة في شبه القارة الهندية. وتُشرف على اللعبة في الهند الاتحاد الهندي للهواة للكابادي (AKFI)، الذي تأسس عام 1973 ووضع مجموعة موحدة من القواعد. تُعتبر الكابادي ثاني أكثر الرياضات شعبية في الهند، إذ يتابع دوري كابادي للمحترفين مئات الملايين من المشاهدين سنويًا. أما في باكستان، فيُشرف على اللعبة الاتحاد الباكستاني للكابادي.

#### بنغلاديش
في بنغلاديش، تُعرف الكابادي باسم مختلف هو "ها-دو-دو". لا توجد قواعد محددة لهذه اللعبة، وتُمارس بقواعد مختلفة حسب المنطقة. وتُعد الكابادي الرياضة الوطنية الرسمية لبنغلاديش منذ عام 1972، وقد تأسس اتحاد بنغلاديش للهواة للكابادي في عام 1973.

#### نيبال
تُعد الكابادي واحدة من الرياضات الوطنية في نيبال. وتُدرّس وتُمارس في معظم المدارس الابتدائية، بدءًا من الصف الثالث تقريبًا.
ومنذ عام 2025، انطلق دوري نيبال للكابادي كأول دوري محترف من نوعه بعد دوري الكريكت، وكرة القدم، والكرة الطائرة، ويُعد علامة فارقة في تاريخ الرياضة في البلاد، وقد نُظّم من قبل شركة إدارة أستريونيكس.
تضم النسخة الافتتاحية لاعبين دوليين بارزين من تايلاند، وكينيا، وبنغلاديش، وسريلانكا.
وفاز منتخب نيبال للسيدات للكابادي بالميدالية البرونزية التاريخية في دورة الألعاب الآسيوية التاسعة عشرة.

### على الصعيد الدولي
لُعبت الكابادي من قِبل الجيش البريطاني كرياضة ترفيهية للمحافظة على اللياقة البدنية، ولتشجيع أبناء الجالية الآسيوية البريطانية على الانضمام إلى صفوف الجيش. وقد جُلبت الكابادي إلى المملكة المتحدة من قِبل الجاليات القادمة من جنوب آسيا، مثل البنغاليين والهنود والباكستانيين والنيباليين والسريلانكيين.
وفي القرن الحادي والعشرين، تُعد كوريا الجنوبية من أسرع الدول تقدمًا في رياضة الكابادي عالميًا، وقد تغلبت على الهند في المباراة الافتتاحية لـكأس العالم للكابادي 2016.

## الملاحظات
1. ↑  في النسخ الحديثة من الكابادي، مثل دوري كابادي للمحترفين، تُحدّد مدة كل هجمة بـ 30 ثانية كحد أقصى.
2. ↑  الطريقة الوحيدة لانتهاء الهجمة في الكابادي قبل عصر دوري كابادي للمحترفين، دون أن ينجح الغزّاء في الهروب أو أن يُؤسر داخل منطقة الفريق المدافع، كانت فشل الغزّاء في حبس أنفاسه.